# Сенат Италии
Сенат Республики (итал. Senato della Repubblica) — верхняя палата итальянского парламента. В соответствии со статьями 57, 58 и 59 Конституции Италии Сенат состоит из 200 выборных членов, из которых 196 избираются от итальянских избирательных округов и 4 — от итальянских граждан, проживающих за рубежом. Кроме того, небольшое число (в настоящее время 5) являются пожизненными сенаторами. Сенат избирается по смешанной мажоритарно-пропорциональной системе (закон № 165, от 3 ноября 2017 года, вступивший в силу 12 ноября).
Особенностью Сената Республики является то, что бывшие президенты государства являются пожизненными членами Сената. Кроме того, Президент Республики может назначить сенатором пожизненно граждан, которые прославили родину выдающимися достижениями в научной, художественной, литературной сферах. Возрастной ценз составляет 40 лет. В компетенцию Сената входит объявление состояния войны и наделение Правительства необходимыми полномочиями, ратификация международных договоров.